# Цукуси (равнина)
Цукуси (яп. 筑紫平野 цукуси-хэйя) — равнина в Японии, расположенная на западе острова Кюсю, в префектурах Фукуока и Сага. Равнина сложена отложениями рек Тикуго, Ябе и Касе. Площадь равнины составляет около 1200 км², она является крупнейшей на Кюсю.